# ラマになった王様
『ラマになった王様』（ラマになったおうさま、原題：The Emperor's New Groove）は、2000年12月にアメリカ合衆国で公開されたディズニーの長編アニメーション作品である。日本では東京ディズニーシー開園記念として2001年7月14日に公開された。続編に『ラマになった王様2 クロンクのノリノリ大作戦』（2005年）がある。2006年には続編のTVシリーズ『ラマだった王様 学校へ行こう!』が開始した。
近年のディズニー作品としては珍しく、ミュージカルではなくセリフやキャラクターの動き、ギャグで雰囲気を盛り上げる。人情を持たない王族が因果応報で獣の姿にされ、元の姿に戻るまでに人の心を知るという構図は同じディズニー作品の『美女と野獣』（1991年）に類似しているが、そのような類似性を特に意識させることなく、単純にコメディとして楽しむことができる作品となっている。
原題である『The Emperor's New Groove』は、ハンス・クリスチャン・アンデルセンの童話『裸の王様』の英題である『The Emperor's New Clothes』のパロディとなっている。「Emperor」は日本語で皇帝とするのが正確な翻訳だが、この映画の日本語タイトルは『裸の王様』同様、王様となっている。

## あらすじ
ある南米のジャングル奥深くにある国（インカ帝国風だが、時代考証はほぼ無視）で、クスコという若い王様がいた。彼は富と権力と美貌を持ってはいたが、非常に傲慢で嫌な性格であったため国民からは全く信用されていなかった。ある日、気まぐれで解雇したかつての相談役の魔法使いイズマに毒薬を飲まされ、ラマの姿に変えられてしまう。クスコはそのまま袋詰めにされ、城から追い出され、ある農村まで運ばれる。

## 登場キャラクター
クスコ （Kuzco）
主人公。南米の奥深くにある王国の若き王様。17歳。非常に傲慢かつ自分勝手でわがままの上に意地悪な性格で、そのため国民からの人望は皆無。18歳の誕生日前に気分的にクビにした相談役イズマの手により毒殺されかかるが、毒と間違って盛られた薬で、ラマに変えられてしまう。農民パチャと助け合うことで友情の大切さに気付き、イズマの薬で元に戻った後は今までの自分の態度を改め、パチャの家族や村人とも家族ぐるみの付き合いを始めた。
性格は旅を通して多少はマシになったが続編での女装しての登場は、「美味しい登場」を自称する自分勝手でナルシストな所は相変わらずでテレビシリーズでもその面が出ている。
パチャ（Pacha）
気の良い農民で妻子持ち。クスコに王宮へと呼び出され、自分の丘の上の家及び村がクスコリゾートというクスコの個人的なリゾート施設建築予定地になっていることを宣告され、断固拒否をするがクスコには相手にされなかった。真面目で心優しいがガンコな面もあり、当初はラマになったクスコともこの件のこともあり、喧嘩ばかりだったが、一緒に旅をするにつれ、友情を築くようになる。クスコがリゾートの建築場所を変更すると聞かされたときに空いていた隣の丘を勧め、リゾートで共に家族ぐるみで遊んだ。
イズマ （Yzma）
クスコの元相談役である老婆。クスコが幼い頃から相談役を務めていたが、クスコの気まぐれでクビにされる。このことからクスコを恨み、得意の薬物調合でクスコの毒殺を図るが、クロンクのドジで誤ってラマに変えてしまう。元主人であるクスコも性格に難があるが、イズマも陰湿な嫌な性格の持ち主である。肌年齢はクスコ曰く「200歳」で、歯は磨いてない。年のことを話題にされると不機嫌になるが、本人は自身の容貌を美しいと思っている。最終的には薬でネコの姿になり、ヒトになる薬をクスコに飲み干され、元に戻れなくなった。続編やテレビシリーズでは経緯は不明だが元に戻ったが、ネコの尾だけは残っていた。今度はウサギに変身したが、ワシに攫われる。
クロンク（Kronk）
イズマの手下。筋肉質な大男で思考力は極めて低い。しかし、料理の腕は高く、ボーイスカウトの先生役をやったり、リス語（というよりほぼ全ての野生動物の言語）を解するなどの意外な才能を見せる面もある。彼が困ったときは心の中の天使と悪魔が言い争いを始めるが、どちらもあまり役に立たない。得意料理のほうれん草のパイを貶されたことで激怒し、天使と悪魔の意見も一致して、イズマの手下をやめるという根は善良で非常に純粋。テレビシリーズではたまにクスコに協力することもある。続編『ラマになった王様2 クロンクのノリノリ大作戦』では、主役になり、天使がやや役に立つ。
チチャ（Chicha）
パチャの妻。妊娠中だったが、後に超怪力な男の子ユピを産む。
チャカとティポ（Chaca & Tipo）
パチャの子供たち。チャカは大きな前歯がチャームポイント。ティポは続編ではクロンクと同じように心の中に天使と悪魔が存在し、やはり天使の方がやや役立つ。
テーマソング・ガイ（Theme Song Guy）
物語の冒頭と終盤で、クスコのテーマソング（主題歌）を歌う。

## キャスト
| キャラクター       | 原語声優版                 | 日本語吹替 |
| ------------------ | -------------------------- | ---------- |
| クスコ             | デヴィッド・スペード       | 藤原竜也   |
| クスコ・ラマ       | デヴィッド・スペード       | 藤原竜也   |
| パチャ             | ジョン・グッドマン         | 楠見尚己   |
| イズマ             | アーサー・キット           | 京田尚子   |
| クロンク           | パトリック・ウォーバートン | 堀内賢雄   |
| チチャ             | ウェンディ・マリック       | 一柳みる   |
| チャカ             | ケリアン・ケルソ           | 山田千晴   |
| ティポ             | エリ・ラッセル・リネッツ   | 常盤祐貴   |
| ルディ             | ジョン・フィードラー       | 松岡文雄   |
| バート             | 不明                       | 大川透     |
| イピ               | 不明                       | 北村弘一   |
| マタ               | パティ・ドイチュ           | 定岡小百合 |
| 職員               | ジョー・ホワイティー       | 岩崎ひろし |
| ハエ               | フランク・ウェルカー       | 岩崎ひろし |
| テーマソング・ガイ | トム・ジョーンズ           | 西城秀樹   |
| バッキー           | ボブ・バーゲン             | 原語版流用 |

## スタッフ
- 監督 - マーク・ディンダル
- 製作 - ランディ・フルマー
- 脚本 - デヴィッド・レイノルズ
- 音楽 - ジョン・デブニー、デヴィッド・ハートリー（英語版）、スティング

### 日本語版制作スタッフ
- 演出 - 加藤敏
- 音楽演出 - 深澤茂行
- 翻訳 - 佐藤恵子
- 脚本 - 館川範雄／平子悟／森一弥／金沢達也
- 訳詞 - 有森聡美
- 録音・調整 - オムニバス・ジャパン
- 音楽録音 - アオイスタジオ
- 録音制作 - (株)東北新社
- 制作協力 - 浅井企画
- 制作監修 - 岡本企美子
- 日本語版制作 - DISNEY CHARACTER VOICES INTERNATIONAL, INC.

日本語版の主題歌「ラッキー☆ムーチョ」（原語版でオープニングで流れるトム・ジョーンズの「パーフェクト・ワールド」のカバー）はムーチョ☆ヒデキの名前で西城秀樹が歌っている。

## 評価
受賞
第28回アニー賞（2001年）
- Individual Achievement in Character Animation - Dale Baer
- Individual Achievement in Voice Acting - アーサー・キット
- ndividual Achievement in Music - スティング、デヴィッド・ハートリー

第2回フェニックス映画批評家協会賞（2001年）
- 歌曲賞 - 「My Funny Friend and Me」